# Patrick Sandoval
Patrick Jordan Sandoval (Mission Viejo, 18 ottobre 1996) è un giocatore di baseball statunitense, che gioca nel ruolo di lanciatore per i Los Angeles Angels della Major League Baseball (MLB).